# Chance for a lifetime
Chance for a lifetime was de zesde single van de symfonische rockgroep Kayak.
Het lied, dat afkomstig is van het studioalbum Royal Bed Bouncer gaat over een manier om de langzaam ten onder gaande aarde te ontvluchten. Wellicht een gevolg dan wel uitvloeisel van de Club van Rome. Maar ook het gebruik van een ruimteschip bleek onzeker, zie Apollo 13. Om het thema duidelijk te maken werd een vergelijking gemaakt met de Ark van Noach. De B-kant werd gevormd door My heart never changed. Ook Chance werd geen grote hit; hoogste positie was nummer 31 in de Nederlandse Top 40. Het nummer zit vol met akkoordopbouw uit de klassieke muziek. De singleversie verschilde qua opbouw met de versie op de elpee.
Singles met soortgelijk thema: Vluchten kan niet meer van Jenny Arean en Frans Halsema (ernstig) en België (Is er leven op Pluto...?) van Het Goede Doel (meer een satire).
Scherpenzeel citeerde uit dit nummer bij zijn titeltrack van het album Out of this world uit 2021, dat eenzelfde thema heeft ("Remember Noah wrought his ship").

## Hitnotering
| "Chance for a lifetime" in de Nederlandse Top 40 - binnen 13-12-1975 | "Chance for a lifetime" in de Nederlandse Top 40 - binnen 13-12-1975 | "Chance for a lifetime" in de Nederlandse Top 40 - binnen 13-12-1975 | "Chance for a lifetime" in de Nederlandse Top 40 - binnen 13-12-1975 | "Chance for a lifetime" in de Nederlandse Top 40 - binnen 13-12-1975 | "Chance for a lifetime" in de Nederlandse Top 40 - binnen 13-12-1975 |
| Week                                                                 | 1                                                                    | 2                                                                    | 3                                                                    | 4                                                                    |                                                                      |
| -------------------------------------------------------------------- | -------------------------------------------------------------------- | -------------------------------------------------------------------- | -------------------------------------------------------------------- | -------------------------------------------------------------------- | -------------------------------------------------------------------- |
| Nummer                                                               | 35                                                                   | 31                                                                   | 34                                                                   | 34                                                                   | uit                                                                  |

| "Chance for a lifetime" in de Nederlandse Single Top 100 - binnen: 22-11-1975 | "Chance for a lifetime" in de Nederlandse Single Top 100 - binnen: 22-11-1975 | "Chance for a lifetime" in de Nederlandse Single Top 100 - binnen: 22-11-1975 | "Chance for a lifetime" in de Nederlandse Single Top 100 - binnen: 22-11-1975 |
| Week                                                                          | 1                                                                             | 2                                                                             |                                                                               |
| ----------------------------------------------------------------------------- | ----------------------------------------------------------------------------- | ----------------------------------------------------------------------------- | ----------------------------------------------------------------------------- |
| Nummer                                                                        | 23                                                                            | 20                                                                            | uit                                                                           |